# Slag in de Sont
De Slag in de Sont was een zeeslag die plaatsvond op 29 oktober 1658 in de Sont tussen de steden Helsingør, Helsingborg en het eiland Ven, gesitueerd ten noorden van Kopenhagen, dat in die tijd belegerd werd door Karel X Gustaaf van Zweden. De omsingelde Deense koning Frederik III van Denemarken was de rest van zijn koninkrijk al zo goed als kwijt. Dit was tegen de zin van de Republiek der Zeven Verenigde Nederlanden, omdat hiermee de handelsvaart op de Oostzee, een belangrijke pijler voor de Nederlandse economie, in gevaar kwam. De smalle Sont is namelijk een belangrijke toegang tot de Oostzee - naast de Grote Belt en de Kleine Belt - en de vaart op de Oostzee was voor Nederland de belangrijkste bron van inkomsten uit de handel.

## Verloop
De Nederlanders die onder leiding stonden van luitenant-admiraal Jacob van Wassenaer Obdam met Egbert Bartolomeusz Kortenaer als zijn vlaggenkapitein, hadden 41 schepen en 1413 kanonnen, terwijl de Zweden 45 schepen en 1838 kanonnen hadden. De zeven Deense schepen met ongeveer 280 kanonnen konden hun Nederlandse bondgenoot niet te hulp schieten. Vanwege een tegenwerkende noordenwind konden zij alleen maar toekijken. Obdam, die aanvankelijk een zeer gecompliceerde geschreven instructie had gekregen van Johan de Witt en zijn baas had gevraagd het hem opnieuw 'in drie woorden' uit te leggen, vatte zijn missie in een enkele zin samen: Kopenhagen redden en iedereen op haar bakhuis [bakkes] slaan die ons dat willen beletten. Dat 'iedereen' sloeg op de Britse vloot, maar de Britten, hoewel met een eskader in de nabijheid, zouden zich er niet mee bemoeien. De Zweedse koning vuurde persoonlijk het eerste schot af vanuit kasteel Kronborg. De Zweden vielen agressief aan, maar faalden doordat de wind voor de Nederlanders gunstiger was: die hadden de loef. De Nederlanders dwongen de Zweedse vloot om de blokkade van de Deense hoofdstad op te heffen, hetgeen Karel er toe dwong om de belegering in zijn geheel te beëindigen. Viceadmiraal Witte de With, commandant van de voorhoede, werd echter door musketvuur dodelijk gewond toen zijn vlaggenschip De Brederode aan de grond liep.

Viceadmiraal Pieter Florisse, commandant van de achterhoede, sneuvelde op de Jozua. Hij werd begraven in de Grote Kerk in Hoorn, in een marmeren praalgraf, voorzien van een afbeelding van de Slag in de Sont. De grafsteen en het houten deksel van zijn grafkist zijn na de brand in deze kerk in 1838 bewaard gebleven.

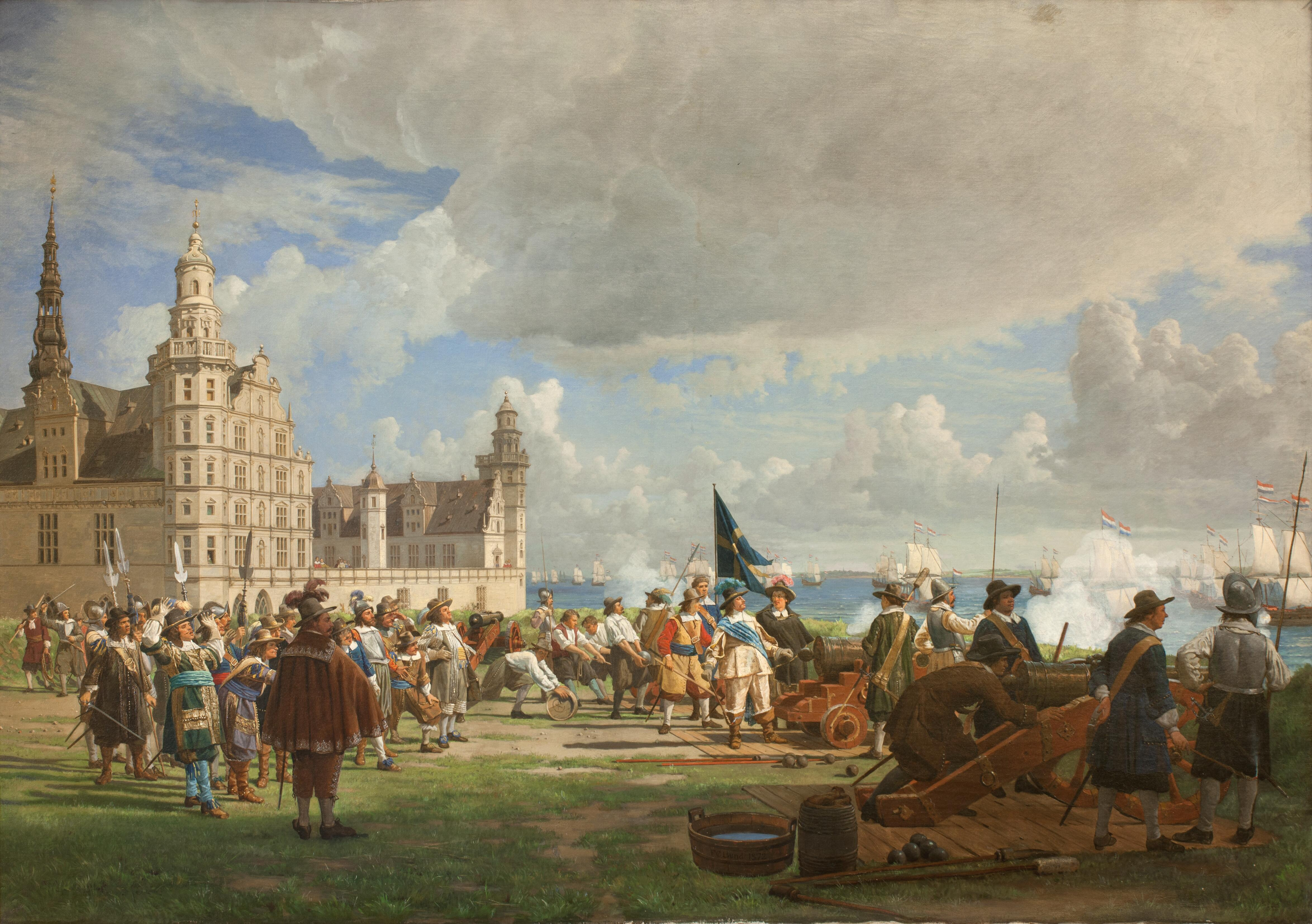
De Nederlandse vloot, geleid door admiraal Obdam, vaart de Sont binnen op 29 oktober 1658

|  |  |  |

## Lijst van betrokken schepen
| Republiek der Zeven Verenigde Nederlanden Deze pagina bevat lichtjes andere details dan hieronder. |          |                                                                               |
| Scheepsnaam                                                                                        | Kanonnen | Opmerkingen                                                                   |
| Voorhoede (viceadmiraal Witte de With)                                                             |          |                                                                               |
| Brederode (Witte de With)                                                                          | 59       | Liep aan de grond, werd geënterd door de Wismar en zonk; De With werd gedood. |
| Landman (Evert Anthonissen)                                                                        | 40       |                                                                               |
| Zeeridder (Adriaan Banckert)                                                                       | 22       |                                                                               |
| Princesse Louise (Jacob Boshuysen)                                                                 | 32       |                                                                               |
| Cogge (Willem Jan Stoffelszoon)                                                                    | 40       |                                                                               |
| Windhont (Gilles Janszoon)                                                                         | 23       |                                                                               |
| Prins Willem (Jan Duym)                                                                            | 28       |                                                                               |
| Wapen van Medemblick (Adriaen Houttuijn)                                                           | 36       |                                                                               |
| Groningen (Laurens Degelcamp)                                                                      | 36       |                                                                               |
| Centrum (luitenant - admiraal Jacob van Wassenaer Obdam)                                           |          |                                                                               |
| Eendracht (Obdam)                                                                                  | 72       |                                                                               |
| Rotterdam (Jan Arentszoon Verhaeff)                                                                | 52       |                                                                               |
| Zon                                                                                                | 40       |                                                                               |
| Wapen van Rotterdam                                                                                | 40       |                                                                               |
| Wapen van Dordrecht                                                                                | 40       |                                                                               |
| Halve Maen                                                                                         | 40       |                                                                               |
| Duyvenvoorde                                                                                       | 40       |                                                                               |
| Stavoren                                                                                           | 40       |                                                                               |
| Deutecom                                                                                           | 24       |                                                                               |
| Waegh                                                                                              | 40       |                                                                               |
| Gouden Leeuw                                                                                       | 38       |                                                                               |
| Hoorn                                                                                              | 28       |                                                                               |
| Princes Albertina                                                                                  | 36       |                                                                               |
| Achterhoede (viceadmiraal Pieter Florisse)                                                         |          |                                                                               |
| Jozua (Floriszoon)                                                                                 | 50       | Pieter Florisse sneuvelde                                                     |
| Breda                                                                                              | 28       | Geënterd, daarna weer verlaten en daarna weer ingenomen.                      |
| Jupiter                                                                                            | 32       |                                                                               |
| Alkmaar (Jan de Groot)                                                                             | 36       |                                                                               |
| Westfriesland (Dirck Bogaart)                                                                      | 28       |                                                                               |
| Wapen van Holland                                                                                  | 38       |                                                                               |
| Eendracht                                                                                          | 38       |                                                                               |
| Caleb                                                                                              | 40       |                                                                               |
| Jonge Prins                                                                                        | 30       |                                                                               |
| Monnickendam (Jan Samplon)                                                                         | 26       |                                                                               |
| Troepentransportschepen                                                                            |          |                                                                               |
| Judith (Tjerk Hiddes de Vries)                                                                     | 24       |                                                                               |
| Vergulden Haen                                                                                     | 16       |                                                                               |
| Liefde                                                                                             | 24       |                                                                               |
| Medea                                                                                              | 24       |                                                                               |
| Perel                                                                                              | 23       |                                                                               |
| Fruytboom                                                                                          | 23       |                                                                               |
| Zweden                                                                                             |          |                                                                               |
| Scheepsnaam                                                                                        | Kanonnen | Opmerkingen                                                                   |
| 1ste Eskader (Sjoheljm)                                                                            |          |                                                                               |
| Cesar (Sjoheljm)                                                                                   | 54       |                                                                               |
| Amarant                                                                                            | 46       |                                                                               |
| Apollo                                                                                             | 46       |                                                                               |
| Wismar                                                                                             | 44       |                                                                               |
| Vestervik                                                                                          | 40       |                                                                               |
| Fides                                                                                              | 36       |                                                                               |
| Hjort                                                                                              | 36       |                                                                               |
| Sodermanland                                                                                       | 38       |                                                                               |
| Svan                                                                                               | 38       |                                                                               |
| Ostergotland                                                                                       | 36       |                                                                               |
| Halfmane                                                                                           | 28       |                                                                               |
| 2de Eskader (K. G. Wrangel and Strussflycht)                                                       |          |                                                                               |
| Victoria (Wrangel)                                                                                 | 74       |                                                                               |
| Mane                                                                                               | 46       |                                                                               |
| Merkurius                                                                                          | 46       |                                                                               |
| Mars                                                                                               | 44       |                                                                               |
| Svard                                                                                              | 44       |                                                                               |
| Pelican                                                                                            | 40       | Geënterd door de Wapen van Rotterdam                                          |
| Orn                                                                                                | 38       |                                                                               |
| Samson                                                                                             | 32       |                                                                               |
| Morgonstjerna                                                                                      | 48       | Geënterd door de Eendracht                                                    |
| Goteborgsfalk                                                                                      | 24       |                                                                               |
| Krona                                                                                              | 68       |                                                                               |
| 3de Eskader (Bjelkenstjerna)                                                                       |          |                                                                               |
| Drake (Bjelkenstjerna)                                                                             | 66       |                                                                               |
| Carolus                                                                                            | 54       |                                                                               |
| Falk                                                                                               | 40       |                                                                               |
| Nordstjerna                                                                                        | 40       |                                                                               |
| Delmenhorst                                                                                        | 36       | Geënterd door de Hollandia en de Wapen van Medemblick                         |
| Leopard                                                                                            | 36       | Beschadigd door de Brederode; in brand gestoken na de slag                    |
| Rafael                                                                                             | 36       |                                                                               |
| Samson                                                                                             | 36       |                                                                               |
| Jagare                                                                                             | 26       |                                                                               |
| Konung David                                                                                       | 42       |                                                                               |
| St Johannes                                                                                        | 36       |                                                                               |
| Kalmarkastell                                                                                      | 32       |                                                                               |
| 4de Eskader (G. Wrangel)                                                                           |          |                                                                               |
| Hercules (G. Wrangel)                                                                              | 58       |                                                                               |
| Maria                                                                                              | 46       |                                                                               |
| Smaland                                                                                            | 46       |                                                                               |
| Svenska Lejon                                                                                      | 40       |                                                                               |
| Svan                                                                                               | 36       |                                                                               |
| Fenix                                                                                              | 30       |                                                                               |
| Fortuna                                                                                            | 30       |                                                                               |
| Salvator                                                                                           | 30       |                                                                               |
| Hok                                                                                                | 28       |                                                                               |
| Rose                                                                                               | 40       | Geënterd door de Landman                                                      |
| Angermanland                                                                                       | 20       |                                                                               |
| Denemarken                                                                                         |          |                                                                               |
| Scheepsnaam                                                                                        | Kanonnen | Opmerkingen                                                                   |
| Deens Eskader (Bjelke)                                                                             |          |                                                                               |
| Trefoldighed (Bjelke)                                                                              | 66       |                                                                               |
| Tre Løver                                                                                          | 60       |                                                                               |
| Norske Løve                                                                                        | 48       |                                                                               |
| Hannibal                                                                                           | 44       |                                                                               |
| Graa Ulv                                                                                           | 36       |                                                                               |
| Johannes                                                                                           | 20       |                                                                               |
| Hojenhald                                                                                          | 8        |                                                                               |